# Microtrigonia gomphoides
Microtrigonia gomphoides är en trollsländeart som beskrevs av Maurits Anne Lieftinck 1933. Microtrigonia gomphoides ingår i släktet Microtrigonia och familjen segeltrollsländor. Inga underarter finns listade i Catalogue of Life.